# Gō Katō
Gō Katō (加藤 剛 Katō Gō?, n. 4 februarie 1938, Shirowa⁠(d), Prefectura Shizuoka, Japonia – d. 18 iunie 2018, Tokyo⁠(d), Tōkyō, Japonia) a fost un actor de film japonez.

## Biografie

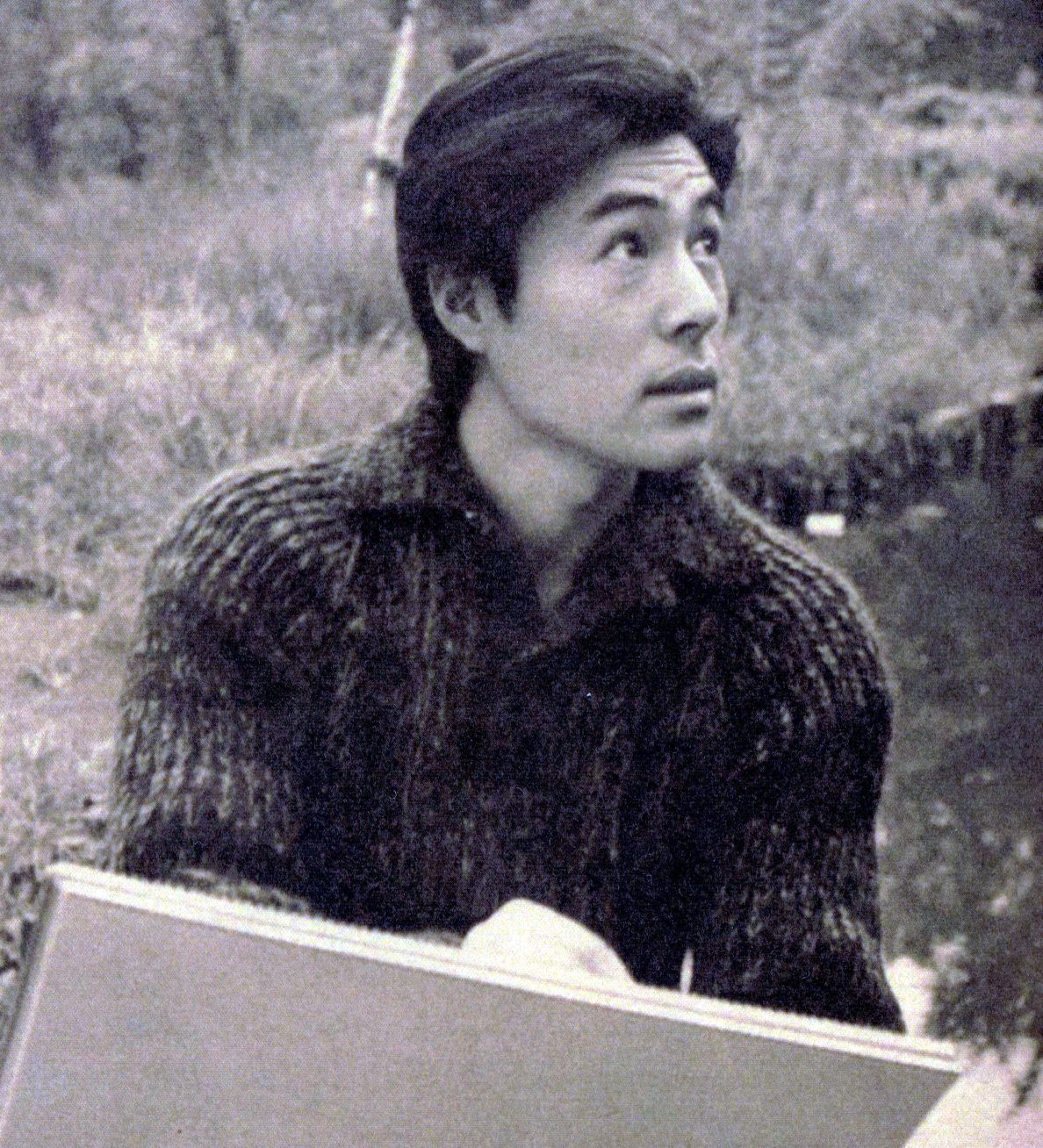
Gō Katō în 1964

Fiu al unui director de școală elementară, Gō Katō a studiat literatura și teatrul. A debutat ca actor în filmul The Camellia with five petals (1964) și a devenit popular în rolul fiului samuraiului Isaburo Sasahara (interpretat de Toshiro Mifune) din filmul Ultimul samurai. A interpretat unele din cele mai faimoase roluri în filmele regizate de Kei Kumai, precum The Long Darkness (1972), Cape of North (1976) și Death of a Tea Master (1989) și a fost cunoscut în calitate de protagonist al serialului de televiziune Ōoka Echizen (1970-2006). A jucat, de asemenea, rolul principal în două seriale istorice de televiziune: Kaze to Kumo to Niji to (1976) și Shishi no jidai (1980).
Gō Katō a murit de cancer la vezica biliară la 18 iunie 2018.

## Filmografie

### Filme de cinema
- 1963: La Légende du combat à mort (死闘の伝説 Shito no densetsu?), regizat de Keisuke Kinoshita - Hideyuki Sonobe
- 1964: Le Parfum de l'encens (香華 Kōge?), regizat de Keisuke Kinoshita - Ezaki
- 1964: Le Camélia à cinq pétales (五辧の椿 Goben no tsubaki?), regizat de Yoshitarō Nomura - Aoki
- 1965: Le Sabre de la bête (獣の剣 Kedamono no ken?), regizat de Hideo Gosha - Jurata Yamane
- 1967: Ultimul samurai (上位討ち 拝領妻始末 Jōi uchi Hairyō Tsuma Shimatsu?), regizat de Masaki Kobayashi - Yogoro Sasahara[7]
- 1969: Le Parti du Tengu (天狗党 Tengu-tō?), regizat de Satsuo Yamamoto - Genjirō
- 1970: Kage no kuruma (影の車?), regizat de Yoshitarō Nomura - Yukio Hamajima
- 1970: La Guerre et les Hommes I (戦争と人間 第一部 運命の序曲 Senso to nigen?), regizat de Satsuo Yamamoto - medicul Tatsuo Hattori
- 1971: La Guerre et les Hommes II (戦争と人間 第二部 愛と悲しみの山河 Senso to ningen II: Ai to kanashimino sanga?), regizat de Satsuo Yamamoto - medicul Tatsuo Hattori
- 1971: Kuro no shamen (黒の斜面?), regizat de Masahisa Sadanaga - Takashi Tsujii
- 1972: Baby Cart : Le Sabre de la vengeance (子連れ狼　子を貸し腕貸しつかまつる Kozure Ōkami: Kowokashi udekashi tsukamatsuru?), regizat de Kenji Misumi - Ikiyu
- 1972: La Rivière Shinobu (忍ぶ川 Shinobugawa?), regizat de Kei Kumai - Tetsuro
- 1972: Baby Cart : Dans la terre de l'ombre (子連れ狼　死に風に向う乳母車 Kozure Ōkami: Shinikazeni mukau ubaguruma?), regizat de Kenji Misumi - Magomura Kanbei
- 1973: Shinobu-ito (忍ぶ糸 第一部 古都のめぐり逢い 第二部　春の旅立ち?), regizat de Masanobu Deme - Yozo
- 1973: Nihon kyōka den (日本侠花伝 第一部野あざみ 第二部青い牡丹?), regizat de Tai Katō - Toyohiko Kagawa
- 1974: Castelul de nisip (砂の器 Suna no utsuwa?), regizat de Yoshitarō Nomura - Eiryo Waga
- 1976: Le Cap du nord (北の岬 Kita no misaki?), regizat de Kei Kumai - Mitsuo
- 1978: Bandit contre samouraï (雲霧仁左衛門 Kumokiri Nizaemon?), regizat de Hideo Gosha - Ōkubo
- 1979: Rika (子育てごっこ Kosodate gokko?), regizat de Tadashi Imai
- 1979: Shodo satsujin: Musuko yo (衝動殺人 息子よ?), regizat de Keisuke Kinoshita - Nakatani
- 1979: L'Étang aux démons (夜叉ケ池 Yashagaike?), regizat de Masahiro Shinoda - Akira Hagiwara
- 1980: Parents, réveillez-vous ! (父よ母よ！ Chichi yo haha yo!?), regizat de Keisuke Kinoshita - jurnalist
- 1983: Amagi goe (天城越え?), regizat de Haruhiko Mimura - medic
- 1983: Les Enfants de Nagasaki (この子を残して Kono ko wo nokoshite?), regizat de Keisuke Kinoshita
- 1986: Jours de joie et de tristesse (新・喜びも悲しみも幾歳月 Shin yorokobimo kanashimimo ikutoshitsuki?), regizat de Keisuke Kinoshita
- 1989: La Mort d'un maître de thé (千利休 本覺坊遺文 Sen no Rikyu: Honkakubō ibun?), regizat de Kei Kumai - Oribo Furuta[8]
- 1989: Harasu no ita hibi (ハラスのいた日々?), regizat de Tomio Kuriyama - Kenji Tokuda
- 1993: Waga ai no uta - Taki Rentaro monogatari (わが愛の譜 滝廉太郎物語?), regizat de Shin'ichirō Sawai - Yoshihiro Taki
- 1995: Anne no Nikki (アンネの日記 Anne no Nikki?), regizat de Akinori Nagaoka - Otto Frank (animație - voce)
- 2004: Dōsōkai (同窓會?), regizat de Kan Mukai
- 2006: Adan (アダン?), regizat de Shō Igarashi - Sumitomo
- 2009: Shizumanu taiyō (沈まぬ太陽?), regizat de Setsurō Wakamatsu - prim ministrul Tonegawa
- 2013: The Great Passage (舟を編む Fune o amu?), regizat de Yūya Ishii - Tomosuke Matsumoto
- 2018: Tonight, at the Movies (今夜、ロマンス劇場で Konya, Romansu Gekijo de?), regizat de Hideki Takeuchi

### Filme și seriale de televiziune
- 1964: Vol 272 (miniserial TV) - Toshio
- 1966: Waga kokoro no kamome (film TV)
- 1967: Hokuto no hito (serial TV) - Shusaku Chiba
- 1970-1999: Ōoka Echizen (serial TV cu 15 sezoane și 402 episoade)
- 1974: Kaze to kumo to niji to (serial TV) - Masakado Tairano
- 1980: Shishi no jidai (serial TV)
- 1981: Sekigahara (film TV) - Mitsunari Ishida[9]
- 1992: Inochi no biza (film TV) - Chiune „Sempo” Sugihara
- 1994: Araki Mataemon: Otokotachi no shura (film TV) - Mataemon Araki
- 2001: Satsui no hate ni: Hida takayama fujin kōsatsu jiken (film TV)
- 2003: Sōsa sen jō no aria: Tonari beya no onna (film TV)
- 2008: Mitsumei: Kangetsu kasumigiri (serial TV) - Kojinya Kihachi
- 2008: Keishichō sōsa ikka satsujin jiken: Keiji no shōmei (film TV)
- 2009: Saka no ue no kumo (serial TV) - Hirobumi Ito
- 2011: Nankyoku tairiku: Kami no ryouiki ni idonda otoko to inu no monogatari (serial TV)
- 2012: Makete, katsu: Sengo wo tsukutta otoko Yoshida Shigeru (miniserial TV) - Nobuaki Makino
- 2016: Yuriko san no ehon (film TV)
- 2017: Ōoka Echizen: Shirasu ni Saita Shinjitsu (film TV)

## Premii și distincții
- 2001: Medalia de Onoare cu panglică violetă
- 2008: Ordinul Soarelui Răsare, clasa a IV-a, raze de aur cu rozetă[3]

## Legături externe
- Gō Katō pe Japanese Movie Database